# Scopula semperi
Scopula semperi là một loài bướm đêm trong họ Geometridae.